# Masters de Montecarlo 1980
El Abierto de Montecarlo 1980 fue un torneo de tenis masculino jugado sobre tierra batida. Fue la 74.ª edición de este torneo. Se celebró entre el 31 de marzo y el 6 de abril de 1980.

## Campeones

### Individuales
Björn Borg vence a  Guillermo Vilas, 6–1, 6–0, 6–2.

### Dobles
Paolo Bertolucci /  Adriano Panatta vencen a  Vitas Gerulaitis /  John McEnroe, 6-2, 5-7, 6-4.